# Іоланда Угорська
Іоланда Угорська (угор. Árpád-házi Jolánta, Magyarországi Jolánta; близько 1215 — жовтень 1253) — угорська принцеса з династії Арпада, дочка короля Угорщини Андраша II і Іоланди Куртене, дружина короля Арагона Хайме I Завойовника.

## Походження
Іаланда була дочкою короля Угорщини Андраша II і його другої дружини Іаланди Куртене. По батьківській лінії доводилося онукою Белі III і його першої дружини Агнес Антіохійської. По материнській лінії була онукою П'єра II де Куртене і його другої дружини Іоланди Фландрської.
Є нащадком Великих князів Київський Володимира Мономаха та Ярослава Мудрого. Онука української княжни Єфросинії, правнучка Великого князя Київського Мстислава Великого.
У 1235 Іоланда вийшла заміж за короля Арагону Хайме I Завойовника. Вони обвінчалися 8 вересня в Кафедральному соборі Барселони. Для Хайме це був другий шлюб. Перший, з Елеонорою Кастильскою, був анульований через кровну спорідненість і від нього залишився син Альфонсо. У Хайме і Іоланди народилося 10 дітей.
Іоланда була талановитою жінкою і володіла сильним характером. Брала участь в політичних справах нарівні зі своїм чоловіком. Хайме дуже цінував її як радника. Іоланда брала участь у важливих міжнародних угодах. (Tractat d'Almizra з Кастилією, 1244). Підписувала договір про здачу міста Валенсії еміром Заян ібн Марданішем. Разом з чоловіком урочисто вступила до Валенсії 9 жовтня 1238 року.
Також заохочувала спроби своїх дітей посварити Хайме з його старшим сином Альфонсо.

## Смерть і похорони
Померла під Уескою від хвороби, яка перебігала з гарячкою, в жовтні 1253 року. Похована в монастирі Santa María de Vallbona в каталонському місті Леріда. Пізніше поруч з нею була похована її дочка Санчо.
Останки королеви були перенесені у відому зараз гробницю в 1275 році. Про це свідчить напис на бічній стороні саркофага:
Fuit translata donna | Violans regina | Aragonum | anno 1276.
У 2002 році уряд Угорщини фінансував реставрацію гробниці, пожертвувавши на дану мету 12 000 євро. Незважаючи на це, дозволу на розкриття саркофага чернеча громада Вальбуена не дала.

## Родина
Чоловік — Хайме I Завойовник, король Арагону
Діти:
- Іоланда Арагонська (1236—1301) — стала королевою Кастилії, вийшовши заміж за Альфонса X Кастильського, було дванадцять дітей.
- Констанція Арагонська (1239—1269) — вийшла заміж за Хуана Мануеля Кастильского, сина короля Кастилії Фердинанда III, мала двох дітей.
- Педро III Арагонський (1239—1285) — наслідуючи батька, став королем Арагона і Валенсії, графом Барселони, на прохання сицилійців прийняв корону Сицилії (в 1282). Був одружений з Констанцією Сицилійською, мав шістьох дітей.
- Хайме II Майоркський (1243—1311) — після смерті батька отримав у володіння васальне Майорканське королівство. Крім Балеарських островів, в нього входили каталонські графства Руссільйон і Сердань, а також сеньйори Монпельє, віконцтва Карла в Оверні і баронства Омела близько Монпельє. Був одружений з Ескларамундою де Фуа, мав шістьох дітей.
- Фердинанд Арагонський (1245—1250) —  інфант Арагона, помер у ранньому віці.
- Санчо Арагонська (близько 1242—1255 — 1262 або 1275) — була заручена з Тібо V Наваррським. Отримала християнську освіту, яка схилила її покинути двір і стати черницею.
- Ізабелла Арагонська (1247—1271) — вийшла заміж за короля Франції Філіпа III, мала четверо дітей.
- Марія Арагонська (1248—1267) — прийняла постриг у монастирі Сіхени.
- Санчо Арагонський (1250—1275) — в 16 років був призначений архієпископом Толедо, страчений мусульманами в Мартосі.
- Елеонора Арагонська (1251– ?) — інфанта Арагона, померла в ранньому віці.